# 1957 w nauce

## Nauki przyrodnicze i ścisłe

### Astronomia
- Otto Struve – Nagroda Henry Norris Russell Lectureship przyznawana przez American Astronomical Society

### Chemia
- odkrycie hydroborowania (reakcji Browna)

### Fizyka
- ogłoszenie przez Johna Bardeena, Leona Coopera i Roberta Shrieffera teorii BCS
- odkrycie efektu Mössbauera

## Nagrody Nobla
- Fizyka – Chen Ning Yang i Tsung-Dao Lee
- Chemia – Alexander Robert Todd
- Medycyna – Daniel Bovet